# Sorelle della carità sotto gli auspici di San Vincenzo de' Paoli
Le Sorelle della Carità sotto gli auspici di San Vincenzo de' Paoli (sigla S.D.C.) sono un istituto religioso femminile di diritto pontificio.

## Storia
La congregazione sorse il 6 gennaio 1939 in diocesi di Novara mediante la fusione di due più antichi istituti: le Sorelle ministre delle inferme e Figlie della carità, di Grignasco, e le Sorelle ministre delle inferme e Figlie della carità di San Vincenzo de' Paoli, di Prato Sesia. La prima superiora generale fu Maria Pia Zubini, della congregazione di Prato Sesia.
La congregazione di Grignasco era sorta per disposizione testamentaria del 28 gennaio 1740 della nobildonna Giovanna Gerolama Cavallotti Durio che, essendo priva di eredi diretti, lasciò i suoi beni per l'erezione di un monastero dove educare la gioventù povera e abbandonata del paese.
La congregazione di Prato Sesia era nata per volontà del sacerdote Cesare Arnieta, già direttore spirituale delle religiose di Grignasco, che aprì un asilo nel suo paese natale e nel 1888 ne affidò la gestione a un gruppo di suore espulse da Trecate.
Il 27 settembre 1977 l'istituto ottenne l'approvazione pontificia.

## Attività e diffusione
Le suore si dedicano all'educazione della gioventù e all'assistenza a malati e anziani in cliniche e case di riposo.
Oltre che in Italia, sono presenti in Brasile, Burundi, Francia, Gibuti, India e Sud Sudan; la sede generalizia è a Novara.
Alla fine del 2015 l'istituto contava 142 religiose in 21 case.